# Cornelia Kempf
Cornelia Kempf (* 13. Januar 1970 in Augsburg) ist eine deutsche Schriftstellerin.

## Leben und Leistungen
Kempf publizierte anfangs vor allem in Zeitschriften und Anthologien. Nach Schule und Ausbildung arbeitet sie als IT-Spezialistin und Schriftstellerin. Ihre große Leidenschaft zur Geschichte öffnete ihr den Weg zur Schriftstellerei.
1996 begann sie mit den Recherchen zum Roman Morituri – Die Todgeweihten, ein umfangreiches Werk über die Gladiatoren im antiken Rom. 2001 wurde das Manuskript zu Die Todgeweihten bei einem internationalen Schriftstellerwettbewerb prämiert. 2002 beginnt sie mit dem Roman Die Gärten von Damaskus und Die Todgeweihten werden für ein Drehbuch adaptiert. 2003 erwarb auch das Werk Die Gärten von Damaskus bei einem internationalen Schriftstellerwettbewerb Anerkennung.
Cornelia Kempf schreibt überwiegend historische Romane, insbesondere über die Epochen Antike und Mittelalter. Heute lebt und arbeitet sie in der Nähe von Augsburg. Die Autorin erhielt 2005 den Kulturanerkennungspreis der Stadt Königsbrunn.

## Werke
Zu ihren bekanntesten Werken gehören:
- Morituri – Die Todgeweihten. KaMeRu Verlag, Zürich 2005, ISBN 3-906739-05-8.
- Die Gärten von Damaskus. KaMeRu Verlag, Zürich 2006, ISBN 3-906739-06-6.
- Die Gladiatorin. Rowohlt Tb, Reinbek bei Hamburg 2007, ISBN 3-499-24470-5.
- Die Rose von Damaskus. Rowohlt Tb, Reinbek bei Hamburg 2008, ISBN 978-3-499-24733-0.
- Der Löwe des Kaisers – Der Aufstieg. KaMeRu Verlag, Zürich 2015, ISBN 978-3-906739-47-2.
- Der Löwe des Kaisers – Der Fall. KaMeRu Verlag, Zürich 2019, ISBN 978-3-906082-53-0.